# Mirek & spol.
Mirek & spol. je kniha pro děti od Vojtěcha Steklače. Je jednou ze série knih, které vyprávějí o partě kluků z pražských Holešovic. Poprvé vyšla v r. 1985 (další vydání 1990, 2003). 

## Příběh
Kniha vypráví o tom, jak se Boříkovi kamarádi Mirek, Čenda a Aleš snaží zabránit tomu, aby se Bořík musel s rodiči odstěhovat pryč z Holešovic na sídliště. 
Kniha na rozdíl od ostatních knih o holešovické partě tvoří jeden ucelený příběh, v němž se prakticky neobjevují jindy tak obvyklé vedlejší historky. Proto je kniha méně humorná než ostatní knihy o Boříkovi, ale zato má téměř detektivní zápletku a dramatický děj. 
Bořík se dozví, že jeho dům se bude bourat kvůli výstavbě stanice metra a s rodiči se má odstěhovat na druhý konec Prahy do Lhotky. Klukům z party je to líto a vymyslí dva plány, jak stěhování zabránit: sehnat někoho, kdo by se raději přestěhoval na sídliště místo nich a dal jim svůj byt v Holešovicích. Druhý plán spočívá v tom, že pokud by se pod Boříkovým domem nalezly nějaké archeologické cennosti, mohla by se stavba metra přeložit jinam. Klukům se ovšem vykopávky v Boříkovo sklepě nedaří, protože je tam příliš tvrdá podlaha, a tak Mirek plán vylepší – rozhodne se vydávat za uprchlíka z polepšovny a doufá, že se dá dohromady s nějakým ne příliš inteligentním recidivistou, jemuž namluví, že v Boříkově sklepě ukryl ukradené zapalovače, a onen recidivista pak vykopávky ve sklepě zahájí sám. Do příběhu pak vstupuje mnoho dalších postav:
- Kateřina, oddílová vedoucí kluků, která se jim snaží rozmluvit jejich plány, a když se to nedaří, alespoň jim pomáhá,
- pan hostinský Jezer, bývalý boxer, v jehož putyce kluci připravují své plány a podaří se jim tam sehnat vhodného recidivistu, přezdívaného

Malej Lojzík,
- Malej Lojzík, občanským jménem Alois Petrlík, několikrát trestaný a mimořádně neúspěšný zloděj a vytahovák, který uvěří Mirkově historce a rozhodne se vykopat zapalovače ze sklepa,
- Boťák Emil, neboli Emil Kudrna, další z recidivistů a bývalý Lojzíkův vůdce, který se připojí k Lojzíkovi,
- dvojčata Delongovi, kluci asi v Boříkově věku – hádky Boříkových rodičů je totiž dovedou až téměř k rozvodu a Boříkova máma začne chodit s inženýrem Delongem, jehož dva synové se rozhodnou s Boříkem – jako potenciálním nevlastním bratrem – seznámit,
- sestry Luisa a Klára, dvě zvláštní staré babičky, které mají zájem směnit Boříkův byt,
- dvojčata Hugo a Kvído Lorencovi, staří dědové, vysloužilí neúspěšní detektivové, kteří Boříkovi s Mirkem během jejich pátrání dávají cenné rady.

Hlavní zápletka sleduje Boříka s Mirkem a jejich kontakty s Malým Lojzíkem. Ten se vydá kopat do Boříkova sklepa, ale Boťák mu rozmluví historku o ukradených zapalovačích. Místo toho nahlédnou do vedlejšího sklepa Boříkova souseda pana Gabriela, v němž naleznou tři bedny (plné digitálních hodinek a kalkulaček, jak se později ukáže) a odcizí je. Při krádeži je ovšem vidí paní Suchánková a nahlásí je na policii – věc se ovšem komplikuje, protože pan Gabriel tvrdí, že nikdy žádné bedny ve sklepě neměl. Lojzíkovi se krádež ovšem nezamlouvá a požádá o pomoc pana Jezera, aby mu poskytl úkryt a Lojzík se dostal z Boťákova vlivu. Jezer mu půjčí svůj hausbót, ale Boťák tam kromě Lojzíka ukryje i ukradené bedny. Boťáka pár dní na to zatkne policie za jeho dřívější prohřešky. Bořík s Mirkem tajně sledují Jezerův hausbót a vidí tři nebezpečně vyhlížející muže, kteří vtrhnou k Lojzíkovi a ukradené bedny odvezou. Přitom ale zjistí, že je kluci špehují a pokusí se je chytit. Kluci jim utečou a přitom je vyslechnou, že mluví o panu Gabrielovi jako o svém šéfovi. Klukům se zdá všechno jasné – Gabriel je překupník, který ve sklepě ukrývá ilegální zboží, a když ho Lojzík s Boťákem nedopatřením odhalili, snažil se to před policií utajit. Kluci se ovšem obávají, že jim policie nebude věřit, a tak se obrátí na pana Jezera. Teprve pozdě zjistí, že jméno Jezer je jen přezdívka, hostinský se ve skutečnosti jmenuje Gabriel, je bratrem Boříkova souseda a on je ve skutečnosti šéfem překupníků. Jezer odveze kluky do svého hausbótu k Lojzíkovi, kde je zamkne, ale Lojzíka nechá uprchnout. Potom se snaží kluky přesvědčit, že bude lepší, když nikomu nic neřeknou, protože on si dokáže zajistit svědky, takže by si způsobili jenom problémy. Plány mu ovšem zhatí Malej Lojzík – místo aby se tiše vypařil na druhý konec republiky, informuje dvojčata Lorencovi a také policii. Sám se tím sice odsoudí k dalšímu pobytu ve vězení za vykradení sklepa, ale zařídí dopadení Jezera. Z Lojzíka se tak stává kladný hrdina, který začne chodit s oddílovou vedoucí Kateřinou. Krize Boříkovy rodiny se nakonec vyřeší, ale stěhování kluci zabránit nedokážou. 
V knize Mirek & spol. už jsou kluci poněkud starší a začínají mít dospělejší problémy. Protože jde o první příběh, ve které kluky učí kromě třídní učitelky Drábkové i další učitelé (sarkastický zeměpisář Karas, tělocvikář Hála), kluci musí chodit už nejméně do páté třídy. 

## Pokračování
Na Mirka & spol. volně navazuje kniha Čenda & spol. (1987), v níž už je Bořík přestěhovaný na sídliště. Staří detektivové, dvojčata Hugo a Kvído Lorencovi, se objevují i v jiné Steklačově sérii detektivních knih pro děti, Dvojčata v akci (2006-2009).